# WBSラジオ・チャリティ・ミュージックソン
『WBSラジオ・チャリティ・ミュージックソン』は、和歌山放送で毎年12月24日から12月25日にわたって放送されるチャリティーラジオ番組。「ラジオ・チャリティ・ミュージックソン」のローカル版（企画ネット番組）。
通常は12月24日12時～12月25日12時までの24時間放送を完全自社制作で放送しているが、2023年のそれは、一部日曜日付け定時番組を時間移動で放送しながら放送された。

## 出演者

### パーソナリティ一覧
| 回 | 放送年 | 総合司会・進行担当アナ         | 特記事項 |
| -- | ------ | ------------------------------ | -------- |
| 19 | 2004年 | 小川孝夫                       |          |
| 20 | 2005年 | 小川孝夫                       |          |
| 21 | 2006年 | 小林睦郎 小田川和彦 赤井ゆかり |          |
| 22 | 2007年 | 宮上朋子                       |          |
| 23 | 2008年 | 小川孝夫 宮上朋子              |          |
| 24 | 2009年 | ウインズ平阪 赤井ゆかり        |          |
| 25 | 2010年 | ウインズ平阪                   |          |
| 26 | 2011年 | リレー形式                     |          |
| 27 | 2012年 | リレー形式                     |          |
| 28 | 2013年 | 桂枝曾丸 中川智美              |          |
| 29 | 2014年 | 桂枝曾丸 中川智美              |          |
| 30 | 2015年 | 中川智美                       |          |
| 31 | 2016年 | 桂枝曾丸 ファンファン 中川智美 |          |
| 32 | 2017年 | リレー形式                     |          |
| 33 | 2018年 | 桂枝曾丸 ファンファン 中川智美 |          |